# 山森忠直
山森 忠直（やまもり ただなお、1981年2月15日 - ）は、日本棋院中部総本部所属の囲碁棋士。七段。福井県出身。妻は囲碁棋士の王景怡。

## 略歴
- 囲碁を覚えたのは小学4年の頃とプロ棋士になるには遅めであった。その後吉岡薫七段の通い弟子などで実力をつける。
- 1992年 囲碁を覚えて2年足らずの鯖江市立鳥羽小学校6年で少年少女囲碁大会に出場し、松本武久に敗れ3位。
- 1993年 鯖江市立中央中学校1年で少年少女囲碁大会中学生の部に出場し、6位入賞。
- 1995年 同3年で少年少女囲碁大会中学生の部に出場し、加藤祐輝・石井茜らを下すも優勝者に敗れ、3位。
- 1996年 福井県立鯖江高等学校1年で、高校囲碁選手権男子個人戦優勝[1]。
- 1997年 同2年で、高校囲碁選手権男子個人戦に連覇を掛けて出場も準優勝者に敗れる[2]。
- 1998年 同3年で、高校囲碁選手権男子個人戦では6位に終わる[3]。高校総文囲碁部門男子個人戦で優勝。
- 2000年 外来として棋士採用試験に臨み中部枠1名で入段を果たす。
- 棋聖戦の最終予選進出や王座戦四強入りを果たすなどの活躍を見せている。

## 昇段履歴
- 2000年 初段、二段
- 2001年 三段
- 2002年 四段
- 2004年 五段
- 2010年 六段
- 2019年 七段

### 良績
- 王座戦 4強（第57期[4]）
- 若鯉戦 準優勝（第4期[5]）